# Leigh Wade
Leigh Wade född 1896 i Cassopolis död 31 augusti 1991, var en amerikansk flygare och militär (general).
Wade utexaminerades från sin grundläggande utbildning i Cassopolis 1915. Han anmälde sig till National Guard i juni 1916 och blev året efter kadett vid flygstyrkorna. Han var klar med flygutbildningen vid Royal Canadian Air Force och i Frankrike i december 1917 och utnämndes till löjtnant i den flygande avdelningen av Officers' Reserve Corps där han tjänstgjorde periodvis fram till i maj 1926. Efter flygutbildningen tjänstgjorde han som flyglärare och testpilot av stridsflygplan i Paris. Vid återkomsten till USA placerades han som testpilot vid McCook Field i Ohio, där han 1921 satte världsrekordet i höjdflygning.
Han var pilot på flygbåten Boston som tillsammans med 4 andra flygbåtar försökte flyga jorden runt 1924. Efter att man startat i Seattle flög man till Alaska för att via en havsöverflygning landa i Asien. Från Indien flög man till Mellersta östern vidare till Europa och England. Under flygningen över till Island tvingades Wade nödlanda i Atlanten. Wade och hans andrepilot anslöt sig senare till de övriga i gruppen med flygplanet Boston II för att fortsätta flygningen till slutmålet i Seattle. Han tilldelades medaljen Distinguished Service 1925 för sin medverkan som pilot och underhållsofficer vid US Navys jordenruntflygning 1924. Efter flygningen utsågs han till chef för testavdelningen vid McCook Field.
Han anställdes 1926 som försäljningschef vid Consolidated Aircraft med ansvar för marknaderna i USA och Sydamerika. Mellan 1928-1929 var han även testpilot vid företaget. I mars 1941 återvände han till aktiv tjänst vid Air Corps som major han placerades vid Air Intelligence Section vid Air Corps högkvarter. Två månader senare förflyttades han till First Bomber Command vid Mitchel Field där han tjänstgjorde med utbildning och planering av flygverksamheten.
I augusti 1942 utsågs han till flottiljchef vid Batista Field på Kuba. I maj 1946 överfördes han till 14th Air Force vid Orlando, Florida, som operations officer och public information officer.
Efter att han varit verksam en kortare tid under hösten 1948 och våren 1949 vid flygvapnets högkvarter utnämndes han till flygattaché i Aten Grekland. 1951 förflyttades han till Rio de Janeiro Brasilien som flygattaché. I december 1952 blev han chef för den brasiliansk-amerikanska utvecklingsgruppen för flyg i Rio de Janeiro. Han lämnade flygvapnet 1955 som generalmajor.